# Gute klinische Praxis
Gute klinische Praxis (abgekürzt GCP von englisch good clinical practice) bezeichnet international anerkannte, nach ethischen und wissenschaftlichen Gesichtspunkten aufgestellte Regeln für die Durchführung von klinischen Studien. Dabei stehen der Schutz der Studienteilnehmer und deren informierte Einwilligung sowie die Qualität der Studienergebnisse im Mittelpunkt. GCP ist Teil der GxP genannten Richtlinien für „gute Arbeitspraxis“ in der Entwicklung und Herstellung von Arzneimitteln.

## Geschichte und rechtlicher Status
Das erste Land mit formalen GCP-Regeln waren 1977 die USA (FDA-GCP). In der Europäischen Gemeinschaft wurden erste GCP-Regeln 1989 veröffentlicht (EU-GCP Note for Guidance). 1991 wurde in der Europäischen Union das Prinzip der guten klinischen Praxis durch die EG-Richtlinie 91/507/EWG vorgeschrieben, aber nicht im Detail definiert. Im Zuge der Harmonisierung zwischen den USA, Europa und Japan im Rahmen der ICH wurde 1996 die detaillierte ICH-GCP-Guideline E6 fertiggestellt und durch den Ausschuss für Humanarzneimittel (CHMP) der EMA als europäische Leitlinie verabschiedet. Eine Vielzahl von Einzelvorschriften, darunter eine europaweit einheitliche Genehmigungspflicht für klinische Studien, wurden durch die Richtlinie 2001/20/EG über die Anwendung der guten klinischen Praxis (GCP-Richtlinie) vorgeschrieben, die durch die Richtlinie 2005/28/EG über Grundsätze und Leitlinien der guten klinischen Praxis der Kommission ergänzt wurde. Die Richtlinie 2001/20/EG wurde 2004 in Deutschland durch das zwölfte Änderungsgesetz zum Arzneimittelgesetz sowie durch die GCP-Verordnung in bindendes nationales Recht umgesetzt. Damit ist GCP weit mehr als nur eine empfehlende Leitlinie.
Da allerdings längst nicht alle EU-Mitgliedsstaaten (z. B.: Österreich) ICH-GCP in deren nationale Gesetze integriert haben, verabschiedete das EU-Parlament am 16. April 2014 die Verordnung (EU) Nr. 536/2014 über klinische Prüfungen mit Humanarzneimitteln und zur Aufhebung der Richtlinie 2001/20/EG. Mit Geltungsbeginn (''bedingt durch BREXIT voraussichtlich erst 2025'') der Verordnung, verpflichtet die EU alle Mitgliedsstaaten zur gesetzlichen Einhaltung von GCP ohne direkte Umsetzung in nationales Recht.
Am 15. Dezember 2016 gab das Committee for Human Medicinal Products (CHMP) erstmals seit 1997 eine neue Revision (R2) der Guideline for good clinical practice frei. Mit 14. Juni 2017 wurde diese schließlich gültig. Grund der Revision waren notwendige Anpassungen basierend auf die steigende Komplexität und Kosten klinischer Studien sowie die Entwicklung in Technologie- und Risikomanagementprozessen. Fortschritte in der Nutzung der elektronischen Datenerfassung und Berichterstattung mussten berücksichtigt werden.
Für Medizinprodukte folgten auf die Arbeit der Global Harmonization Task Force Verweise in der Europäischen Medizinprodukte-Richtlinie und seit 2010 im deutschen Medizinproduktegesetz (MPG) auf die europäisch harmonisierten Normen, u. a. EN ISO 14155. Deren überarbeitete und ins Deutsche übertragene Fassung trägt den Titel „DIN EN ISO 14155:2012-01: Klinische Prüfung von Medizinprodukten an Menschen – Gute klinische Praxis (ISO 14155:2011 + Cor. 1:2011); deutsche Fassung EN ISO 14155:2011 + AC:2011“. Bedingt durch die Verordnungen (EU) Nr. 745/2017 für Medizinprodukte und Nr. 746/2017 für in-vitro-Diagnostika stiegen die Anforderungen an die Qualitätsstandards bei Medizinproduktestudien und Leistungsbewertungsprüfungen, weshalb die Internationale Organisation für Normierung (ISO) und das Europäische Komitee für Normung (CEN) eine Revision der DIN EN ISO 14155 auf den Weg brachte. ISO 14155:2011 wurde im Juli 2020 ISO 14155:2020 ersetzt, welche als EN ISO 14155:2020 von der CEN ohne Änderungen übernommen wurde. Sie war im November 2020 allerdings noch nicht in der deutschen DIN Version verfügbar. In Anlehnung an die Revision (R2) von ICH-GCP, enthält die EN ISO 14155:2020 im Wesentlichen eine deutliche Verstärkung des Risikomanagements im gesamten Prozess einer klinischen Prüfung (von der Planung bis zur Berücksichtigung der Ergebnisse).
Bei Medizinproduktestudien und Leistungsbewertungsprüfungen von in-vitro-Diagnostika war die Einhaltung der DIN EN ISO 14155 in der EU bis dato jedoch nicht rechtlich zwingend. Mit Geltungsbeginn der Verordnungen (EU) Nr. 745/2017 für Medizinprodukte am 26. Mai 2021 (nach Verschiebung um ein Jahr aufgrund der Corona-Pandemie). und der für den 26. Mai 2022 geplanten Verordnung (EU) Nr. 746/2017 für in-vitro-Diagnostika kann die ISO 14155 allerdings für alle EU-Mitgliedsstaaten gesetzlich verpflichtend werden.
Diese Qualitätsstandards werden auch ICH-GCP bzw. ISO-GCP abgekürzt, um zwischen ihnen zu unterscheiden und sie vom niedrigsten Grad der Empfehlung in klinischen Leitlinien abzugrenzen.

## Inhalt der GCP-Regeln
In den GCP-Leitlinien und Richtlinien wird ausführlich definiert, welche Rollen die verschiedenen Beteiligten bei einer klinischen Studie spielen:
- Ein Sponsor (meist ein Pharmaunternehmen) finanziert die Studie, stellt das Prüfarzneimittel zur Verfügung, beauftragt die Prüfärzte und sorgt für einen Versicherungsschutz (Probandenversicherung). Der Sponsor hat die Hauptverantwortung für die Qualität der Studiendaten.
- Der Prüfer und die Prüfstelle (oft eine Klinik) müssen bestimmte Qualifikationsanforderungen erfüllen.
- Ein Auftragsforschungsinstitut (Contract Research Organization, CRO) kann manche Aufgaben des Sponsors bei der Durchführung übernehmen.
- Die Ethikkommission überwacht die Qualifikation der Prüfer und den Prüfplan.

Darüber hinaus werden zentrale Dokumente für die Durchführung klinischer Studien wie Prüfplan, Prüferinformation und Standard Operating Procedures definiert. Zum Schutz der Studienteilnehmer wird festgelegt, wie die Einwilligung zu erfolgen hat, und wie im Falle unerwarteter Nebenwirkungen, insbesondere schwerwiegenden unerwünschten Ereignissen, zu verfahren ist. In GCP wird detailliert dargelegt, welche Qualitätsmanagementprozesse einzuführen sind (siehe unten). Die Anforderungen der europäischen GCP-Richtlinien gehen in manchen Aspekten über ICH-GCP hinaus, so zum Beispiel bei der Anforderung, dass alle Prüfpräparate grundsätzlich nach GMP hergestellt sein müssen.
Vermittelt werden die Regeln in speziellen GCP-Kursen. Dabei wird zwischen Grundlagen- und Refresher-Kursen unterschieden. Während Grundlagenkurse die fachliche Basis bilden, vertiefen sowie aktualisieren die Refresher- beziehungsweise Auffrischungskurse das Wissen und die Kompetenzen.

## Qualitätsmanagement
Ein Qualitätsmanagement ist ein Kernbestandteil von GCP. Die laufende Qualitätskontrolle wird von Monitoren durchgeführt, die eine laufende Studie im Auftrag des Sponsors überwachen. Dabei wird unter anderem sichergestellt, dass die im Case Report Form eingetragenen Daten mit den Quelldokumenten in der Klinik übereinstimmen. Ferner ist der Sponsor verpflichtet, zur Qualitätssicherung stichprobenartig Audits durchzuführen, bei denen die Qualität der Studiendurchführung und der Studiendaten geprüft wird. Dies meint beispielsweise, ob die Aufklärung der Studienteilnehmer vollständig erfolgt ist, die Patientenversicherung (noch) besteht oder die Dokumentation in der Patientenakte lückenhaft geführt wurde. Schließlich findet eine Überwachung von Prüfärzten, Prüfzentren und Sponsoren durch Inspektionen nationaler Arzneimittelbehörden statt. Insbesondere während der Prüfung von Arzneimittelzulassungs-Anträgen werden die dort vorgelegten Daten durch Inspektion vor Ort überprüft.